# Grünstein (Watzmann)
Der Grünstein ist ein 1304 m ü. NHN hoher Berg in Bayern, der zum Watzmannstock in den Berchtesgadener Alpen gehört und ihm nordöstlich vorgelagert ist. Er bietet eine gute Sicht über den Berchtesgadener Talkessel, auf die umliegenden Gebirgsstöcke Göll, Untersberg, Lattengebirge und in die Gotzenberge.

## Zustiege
Der leichteste Weg führt vom Parkplatz Hammerstiel in der Oberschönau vorbei an der bewirtschafteten Grünsteinhütte auf 1220 m Höhe zum Gipfel. Ein weiterer Weg führt steiler und etwas alpiner vom Königssee entlang der Kunsteis-Rodelbahn weiter zur Grünsteinhütte und vereinigt sich dann mit dem ersten Weg. Die Aufstiegszeit beträgt jeweils ca. 1½ Stunden.
Vom Grünstein aus ist der Übergang zur Kührointalm möglich.

## Klettersteiganlage
Am 21. Juni 2009 wurde mit dem Bau eines Klettersteigs auf den Grünstein begonnen. Acht Wochen später war der Bau abgeschlossen, und der Isidor-Klettersteig (benannt nach Isidor Grassl) wurde eröffnet. Der Steig führt im Schwierigkeitsgrad C auf den Gipfel, außerdem gibt es noch die schwierige Variante im Schwierigkeitsgrad D/E, deren Einstieg weiter rechts liegt, und nach ca. einem Drittel der Steiglänge über eine Hängebrücke in die Isidor-Variante mündet. Seit 2011 gibt es einen dritten Einstieg, die sogenannte Räuberleiter, ebenfalls im Grad D/E, jedoch länger als die schwierige Variante. Die Räuberleiter mündet kurz unter der Hängebrücke in die schwierige Variante. Im Jahr 2013 wurde eine weitere Route der Schwierigkeitsstufe D/E mit namens „Intersport-Renoth Gipfelwand“ eröffnet, die auch überhängende Passagen beinhaltet.

## Sendeanlagen

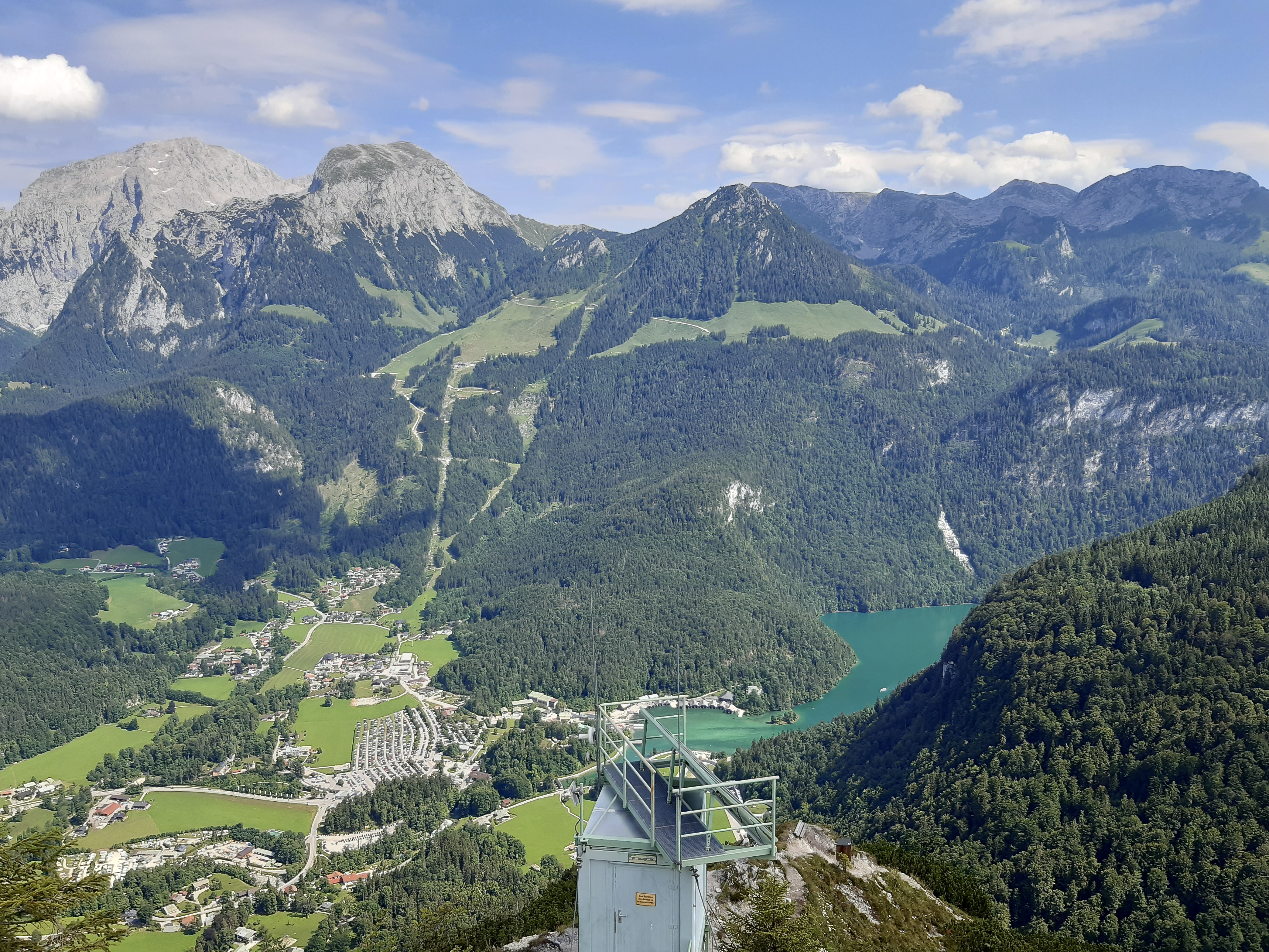
Blick vom Grünstein zum Königssee, im Vordergrund die Sendeanlage

In der Nähe des Grünsteingipfels befindet sich eine der sechs Sendeanlagen, die als Pseudoliten in der GALILEO Test- und Entwicklungsumgebung (GATE) des europäischen Satellitennavigationssystemes Galileo zur Simulation von Navigationssatelliten dienen.